# El Pozo (El Pocito)
El Pozo (El Pocito) es una ranchería del municipio de Balancán ubicado en la subregión de los Ríos del estado mexicano de Tabasco.

## Geografía
La localidad se ubica a 40.4 kilómetros (en dirección este) de la localidad de Balancán de Domínguez, la cabecera y lugar más poblado del municipio. Se sitúa en las coordenadas geográficas 17°44′49″N 91°09′36″O / 17.746944, -91.160000, a una elevación de 50 metros sobre el nivel del mar.

## Demografía
Según el Conteo de Población y Vivienda 2020, efectuado por el Instituto Nacional de Estadística y Geografía, la localidad de El Pozo (El Pocito) tiene 50 habitantes, de los cuales 32 son del sexo masculino y 18 del sexo femenino. Su tasa de fecundidad es de 2.67 hijos por mujer y tiene 17 viviendas particulares habitadas.
| Gráfica de evolución demográfica de El Pozo (El Pocito) entre 1980 y 2020 |
|                                                                           |
| INEGI.                                                                    |